# همه‌پرسی در ایران
در تاریخ معاصر ایران، تاکنون پنج همه‌پرسی (رفراندوم) برگزار شده‌است. نخستین بار آن در سال ۱۳۳۲ برای انحلال یا ابقای دوره هفدهم مجلس شورای ملی، و آخرین آن در سال ۱۳۶۸ برای بازنگری در قانون اساسی جمهوری اسلامی ایران برگزار شد.

## وضعیت قانونی
در قانون اساسی مشروطه (۱۲۸۵)، همه‌پرسی مطرح نشده‌بود و جایگاه قانونی نداشت. با این وجود در زمانی که این قانون جاری بود (تا ۱۳۵۷) دو همه‌پرسی در ایران برگزار شد (۱۳۳۲ و ۱۳۴۰). سومین همه‌پرسی (۱۳۵۸) در زمانی برگزار شد که قانون اساسی مشروطه با برپایی انقلاب، منسوخ شده‌بود و هنوز قانون اساسی جدیدی تصویب نشده‌بود. همه‌پرسی چهارم (مجدداً ۱۳۵۸) برای تصویب قانون اساسی و همه‌پرسی پنجم (۱۳۶۸) برای بازنگری در آن بود. در قانون اساسی جمهوری اسلامی ایران (۱۳۵۸ و بازنگری ۱۳۶۸)، همه‌پرسی بخشی از «حق حاکمیت ملت» است و در اصول ۱، ۶، ۵۹، ۹۹، ۱۱۰، ۱۲۳، ۱۳۲ و ۱۷۷ در خصوص آن مواردی مطرح شده‌است.
مطابق قانون همه‌پرسی در جمهوری اسلامی ایران (۱۳۶۸)، همه‌پرسی به پیشنهاد رئیس‌جمهور ایران یا ۱۰۰ نفر از نمایندگان مجلس شورای اسلامی و تصویب حداقل دو سوم مجموع نمایندگان مجلس شورای اسلامی و پس از تایید و موافقت رهبر با صدور حکم حکومتی توسط وی انجام خواهد شد. برگزاری آن بر عهده وزارت کشور است و نظارت و تأیید آن توسط شورای نگهبان انجام می‌شود. پس از تأیید نتایج، با امضای رئیس‌جمهور ایران نتیجه آن برای اجرا ابلاغ می‌شود.

## فهرست همه‌پرسی‌ها
| ردیف | سال برگزاری | موضوع                                     | نتیجه (درصد) | نتیجه (درصد) | تعداد کل رأی صحیح | منبع  |
| ردیف | سال برگزاری | موضوع                                     | بله          | نه           | تعداد کل رأی صحیح | منبع  |
| ---- | ----------- | ----------------------------------------- | ------------ | ------------ | ----------------- | ----- |
| ۱    | ۱۳۳۲        | «انحلال مجلس هفدهم شورای ملی»             | ۹۹٫۹٪        | ۰٫۱٪         | ۲٬۰۴۴٬۶۰۰         | [ ۱ ] |
| ۲    | ۱۳۴۰        | «انقلاب سفید شاه و ملت»                   | ۹۹٫۹٪        | ۰٫۱٪         | ۵٬۵۹۳٬۸۲۶         | [ ۱ ] |
| ۳    | ۱۳۵۸        | «تغییر رژیم سابق به جمهوری اسلامی»        | ۹۹٫۳٪        | ۰٫۷٪         | ۲۰٬۲۸۸٬۸۵۱        | [ ۱ ] |
| ۴    | ۱۳۵۸        | «قانون اساسی جمهوری اسلامی ایران»         | ۹۹٫۵٪        | ۰٫۵٪         | ۱۵٬۶۸۰٬۳۲۹        | [ ۱ ] |
| ۵    | ۱۳۶۸        | «بازنگری قانون اساسی جمهوری اسلامی ایران» | ۹۷٫۶٪        | ۲٫۴٪         | ۱۶٬۴۲۴٬۳۲۶        | [ ۱ ] |

### پیشنهادهای همه‌پرسی
| ردیف | زمان       | توسط | شرح موضوع | منبع  |
| ---- | ---------- | --- | --- | ----- |
| ۱    | ۱۳۶۰       | ابوالحسن بنی‌صدر | در برابر حزب جمهوری اسلامی | [ ۴ ] |
| ۲    | ۱۳۷۵       | حزب کارگزاران | پیشنهاد همه‌پرسی اصلاح قانون اساسی برای نوعی ریاست جمهوری مادام‌العمر هاشمی رفسنجانی | [ ۴ ] |
| ۳    | ۱۳۸۱       | اصلاح‌طلبان | پیرامون نظارت استصوابی و اختیارات رئیس‌جمهور | [ ۴ ] |
| ۴    | اسفند ۱۳۸۸ | محمود احمدی‌نژاد | پیرامون طرح هدفمندی یارانه‌ها | [ ۴ ] |
| ۵    | دی ۱۳۹۳    | حسن روحانی | پیرامون مذاکرات برجام | [ ۴ ] |
| ۶    | بهمن ۱۳۹۶  | حسن روحانی | دربارهٔ مسایل کشور به عنوان «راهکار نرم برای مواجهه با اعتراضات» پس از جریان ادامه‌دار تظاهرات ۱۳۹۶ ایران و راه حل اصلی مشکلات موجود کشور با برگزاری همه‌پرسی دربارهٔ سه موضوع سیاست خارجی، سیاست داخلی و اقتصاد | [ ۴ ] |
| ۶    | بهمن ۱۳۹۶  | نسرین ستوده، شیرین عبادی، نرگس محمدی، پیام اخوان، جعفر پناهی، محسن سازگارا، محمد سیف‌زاده، حسن شریعتمداری، حشمت‌الله طبرزدی، ابوالفضل قدیانی، محسن کدیور، کاظم کردوانی، محسن مخملباف، محمد ملکی و محمد نوری‌زاد | تحت نظر سازمان ملل متحد جهت «گذار مسالمت‌آمیز از نظام جمهوری اسلامی به یک دموکراسی (مردم‌سالاری) سکولار (جدایی دین از سیاست) پارلمانی (مجلسی مردمی) مبنی بر آرای آزاد مردم»                                    | [ ۵ ] |
| ۶    | بهمن ۱۳۹۶  | رضا پهلوی | در همان چهارچوب مردم‌سالاری و جمهوریت اما در نظری متفاوت هرگونه رفراندوم بدون تقلب و آزاد را نیازمند «فروپاشی» پیش از رفراندوم عنوان کرد.                                                                     | [ ۶ ] |

## یادکرد منابع
1. 1 2 3 4 5 6  Kauz, Khosravi Sharoudi and  Rieck, 72.
2. ↑  اصفهانی.
3. ↑  احمدی.
4. 1 2 3 4 5 6  «رویای رفراندوم، از بالادست قدرت تا کف خیابان». بی‌بی‌سی فارسی.
5. ↑  «فراخوان چهره‌های فرهنگی و سیاسی برای رفراندوم تعیین حکومت آینده ایران». دویچه‌وله فارسی. بایگانی‌شده از روی نسخه اصلی در ۱۳ فوریه ۲۰۱۸. دریافت‌شده در ۲۷ سپتامبر ۲۰۱۹.
6. ↑  «زمانی که امکان برگزاری انتخابات آزاد در کشور وجود نداشته نباشد، هیچ نوع انتخاباتی از جمله #رفراندوم مفهوم واقعی نخواهد داشت». توئیتر رسمی. رضا پهلوی. بایگانی‌شده از اصلی در ۲۴ فوریه ۲۰۱۸.